# Love O'Clock (02nd Wave - 3 Waves Of Unexpected Twist)
Love O'Clock (02nd Wave - 3 Waves Of Unexpected Twist)은 신승훈이 3 Waves of Unexpected Twist 프로젝트의 일환으로 Radio Wave의 미니앨범 이후에 두 번째로 발표한 연작 미니 앨범이며, 2009년 11월 12일에 발매됐다.

## 음반
11월 12일 신승훈은 프로젝트 앨범  '3 Waves of Unexpected Twist'의 두 번째 음반인 Love O' Clock을 발표했다. 역시 신승훈이 전곡을 작곡, 프로듀싱 했으며, 첫 번째 프로젝트 앨범이 록적인 리듬을 표현하는데 주력했다면, 이번 Love O' Clock 에서는 R&B 리듬을 바탕으로 사랑에 대한 5가지 감정(바람, 설렘, 어리석음, 버림, 외로움)을 표현하는데 좀 더 중점을 둔 앨범이다. 타이틀 곡 '사랑치'는 포근한 브라스 사운드를 가미하여 사랑으로 인한 어리석음이라는 감정을 잔잔하면서도 섬세하게 표현함으로써 따뜻하고 고급스러운 선율을 느끼게 해준다.

## 수록곡
전체 작곡: 신승훈
| #             | 제목                         | 작사          | 재생 시간 |
| ------------- | ---------------------------- | ------------- | --------- |
| 1.            | 〈그랬으면 좋겠어〉          | 심현보        | 4:12      |
| 2.            | 〈지금, 사랑할 시간〉        | 양재선        | 4:18      |
| 3.            | 〈사랑치〉                   | 심현보        | 4:10      |
| 4.            | 〈이별할 때 버려야 할 것들〉 | 양재선        | 3:15      |
| 5.            | 〈온도〉                     | 양재선        | 3:32      |
| 총 재생 시간: | 총 재생 시간:                | 총 재생 시간: | 19:27     |

## 제작진
- Producer & Directer : 신승훈
- Executive Producer : 신승훈, 김용태
- Arrangement : 황성제(BBJ) (1 • 3), 이현승 (4 • 5), 박준호 (2), 이기 (4)
- All co-Arrangement : 신승훈
- Horn Brass Arrangement : 황성제(BBJ) (3)
- String Arrangement : 신민 (1 • 2 • 3 • 5)
- Guitar : 홍준호 (1 • 2 • 3 • 5)
- Bass : 최훈 (3)
- Brass : 김동하(TST) (3)
- Keyborad : 황성제(BBJ) (1 • 3), 이현승 (3)
- Acoustic Piano : 황성제(BJJ) (3)
- String : 융 (1 • 2 • 3 • 5)
- Programming : 황성제(BJJ) (1 • 3), 이현승 (4 • 5), 박준호 (2), 이기 (4)
- Chorus : 신승훈 (1 • 2 • 3 • 4), 강태우 (1 • 2 • 4 • 5)
- Recording Engineer : 이충주 at Dorothy Studio, 오성근 at T Studio
- Mixing Engineer : 정두석 (Assistant : 김한별) at Booming Sound (3 • 5), / 최형 at Booming Sound (2), / 김한구 (Assistant : 장민) at Mixing Pool Sound (1) / 조성준 at Music Cube (4)
- Mastering Engineer : 최효영 at Sonic Korea
- Presented by : Dorothy Company